# Gościniec (Sołtysy)
Gościniec – część wsi Sołtysy w Polsce, położona w województwie mazowieckim, w powiecie przysuskim w gminie Gielniów.
Terytorialnie stanowi odrębną osadę położoną wzdłuż drogi wojewódzkiej nr 728. 
Do wsi Sołtysy ok. 1 km drogą gminną.
W latach 1975–1998 Gościniec należał administracyjnie do województwa radomskiego.
Wierni kościoła rzymskokatolickiego należą do parafii św. Doroty w Petrykozach.